# Oasi blu Villa di Tiberio
L'Oasi blu Villa di Tiberio è un'area naturale protetta del Lazio istituita nel 1995.
Occupa una superficie di 10,4 ha in mare, nel comune di Sperlonga, nella provincia di Latina.